# Werner Steinmeier
Werner Steinmeier (* 10. Oktober 1910 in Hannover; † 7. März 1993 in Bremerhaven) war ein deutscher Kapellmeister, Chorleiter, Musikkritiker und Musiklehrer.

## Leben
Steinmeier spielte Klavier und Violine und sang schon als Schüler in einem Chor. Nach dem Abitur an der Oberrealschule an der Lutherkirche durchlief er bei einem Hannoveraner Musikverlag eine Lehre mit Gehilfenprüfung. 1932 begann er in Berlin bei Paul Graener Musik zu studieren. In jener Zeit am Stern’schen Konservatorium war er Mitglied des berühmten Bruno-Kittelschen-Chores. Bei Bruno Kittel unterzog er sich einer Sonderausbildung als Chordirigent. Als solcher wirkte er an Einstudierungen bei Studenten- und Arbeiterchören mit, unter anderem für die Olympischen Sommerspiele 1936. Bei Wilhelm Furtwänglers Aufführungen der Matthäus-Passion (J. S. Bach) in der Karwoche sang er im Ergänzungschor.
Nach dem Examen als Kapellmeister bekam er 1937 sein erstes Engagement am Stadttheater Bremerhaven. Sein zweites am Oberschlesischen Landestheater in Beuthen O.S. musste er wegen der Einberufung zum Heer 1939 abbrechen. Im April 1945 erlitt er im Ostharz einen Durchschuss der linken Hand. Sie blieb zeitlebens gebrauchsunfähig. Er musste die Kapellmeisterlaufbahn aufgeben und sich mit privatem Musikunterricht durchschlagen. 1945 heiratete er die (seit 1938 verwitwete) Leher Sopranistin Käte Ostermann geb. Stindt. Als gelernte Fotografin wurde sie auch durch Ausstellungen bekannt. 1972 erlag sie mit 54 Jahren einem Zervixkarzinom. Ihr früher Tod war für Steinmeier „der schwerste Schicksalsschlag“.
1946 schrieb Steinmeier die erste Aufführungskritik für die Nordsee-Zeitung. Ab 1952 gehörte er als Musiklehrer zum Kollegium verschiedener Schulen, seit 1958 zur Wilhelm-Raabe-Schule, an der er mit großem Engagement den Chor leitete. Er verehrte Wolfgang Amadeus Mozart, Ludwig van Beethoven und Richard Wagner. Alljährlich besuchte er die Bayreuther Festspiele und die Salzburger Festspiele. In ihrem Feuilleton veröffentlichte die Nordsee-Zeitung seine ausführlichen Berichte. In seinen 44 Jahren als freier Mitarbeiter der Nordsee-Zeitung wurde er zum maßgeblichen Musikkritiker Bremerhavens. Seine genuine Freundlichkeit schlug sich in jeder Kritik nieder. Getragen waren alle Besprechungen von Respekt, Sachkenntnis und Dankbarkeit. 
Über 31 Jahre leitete er die örtliche Chorgemeinschaft „Cäcilia“. An der Raabe-Schule gehörten Lieder von Hans Baumann zum festen Repertoire des Schulchors, der jährlich mit dem von Walter Nordmann geleiteten Schulorchester ein Weihnachtskonzert gab. Steinmeier hinterließ ein umfangreiches privates Archiv des regionalen Musiklebens. Viele seiner Klaviernoten überließ er Rüdiger Döhler. Nach der sehr glücklichen Ehe wohnte er weiter im Haus seiner Frau in der Augspurgstraße beim Bahnhof Bremerhaven-Lehe. Beerdigt ist er auf dem Friedhof Lehe III.